# Premiership Rugby (2004/2005)
English Premiership 2004/2005 – osiemnasta edycja Premiership, najwyższego poziomu rozgrywek w rugby union w Anglii. Organizowane przez Rugby Football Union zawody odbyły się w dniach 4 września 2004 – 14 maja 2005 roku, a tytułu bronił zespół London Wasps.
Rozgrywki toczyły się w pierwszej fazie systemem ligowym w okresie jesień-wiosna, najlepszy po sezonie zasadniczym zespół awansował bezpośrednio do finału, dwa kolejne zmierzyły się w meczu półfinałowym o drugie w nim miejsce. Tytuł mistrzowski obronił zespół London Wasps.

## Faza grupowa
| 4 września 200414:00 | London Irish                                                                  | 18:12 | Harlequins                              | Twickenham Stadium Londyn Widzów: 51000 Sędzia: Wayne Barnes |
| 4 września 200414:00 | Barry Everitt 6 (2K) Geoff Appleford 5 (P) Mike Catt 2 (pd) Paul Sackey 5 (P) | 18:12 | Andy Dunne 3 (K) Jeremy Staunton 9 (3K) | Twickenham Stadium Londyn Widzów: 51000 Sędzia: Wayne Barnes |
| 4 września 200414:00 | Barry Everitt                                                                 | 18:12 |                                         | Twickenham Stadium Londyn Widzów: 51000 Sędzia: Wayne Barnes |

| 4 września 200415:00 | Northampton Saints                                                                                                | 29:14 | Bath                                   | Franklin’s Gardens, Northampton Widzów: 12027 Sędzia: Chris White |
| 4 września 200415:00 | Bruce Reihana 5 (P) John Rudd 5 (P) Mark Tucker 5 (P) Paul Grayson 5 (pd K) Shane Drahm 4 (2pd) Wylie Human 5 (P) | 29:14 | Andy Beattie 5 (P) Chris Malone 9 (3K) | Franklin’s Gardens, Northampton Widzów: 12027 Sędzia: Chris White |

| 4 września 200416:15 | Saracens                                                         | 13:11 | London Wasps                                                 | Twickenham Stadium Londyn Widzów: 51000 Sędzia: Tony Spreadbury |
| 4 września 200416:15 | Kevin Yates 5 (P) Nicky Little 3 (K) Thomas Castaignede 5 (pd K) | 13:11 | Alex King 3 (K) Ayoola Erinle 5 (P) Mark van Gisbergen 3 (K) | Twickenham Stadium Londyn Widzów: 51000 Sędzia: Tony Spreadbury |

| 5 września 200413:30 | Sale Sharks                                                                                            | 26:19 | Leicester Tigers                             | Edgeley Park, Stockport Widzów: 6952 Sędzia: Dave Pearson |
| 5 września 200413:30 | Bryan Redpath 5 (P) Charlie Hodgson 9 (dg 2K) Jason Robinson 5 (P) Mark Cueto 5 (P) Mike Hercus 2 (pd) | 26:19 | Andy Goode 14 (pd 2dg 2K) Daryl Gibson 5 (P) | Edgeley Park, Stockport Widzów: 6952 Sędzia: Dave Pearson |

| 5 września 200414:30 | Leeds Tykes                                               | 16:21 | Gloucester                                                                              | Headingley Rugby Stadium, Headingley Widzów: 4079 Sędzia: Steve Lander |
| 5 września 200414:30 | Duncan Hodge 6 (2K) Gavin Kerr 5 (P) Gordon Ross 5 (pd K) | 16:21 | Duncan McRae 3 (dg) Henry Paul 8 (pd 2K) James Simpson-Daniel 5 (P) Terry Fanolua 5 (P) | Headingley Rugby Stadium, Headingley Widzów: 4079 Sędzia: Steve Lander |
| 5 września 200414:30 | Duncan McRae · Olivier Azam                               | 16:21 |                                                                                         | Headingley Rugby Stadium, Headingley Widzów: 4079 Sędzia: Steve Lander |

| 5 września 200415:30 | Worcester Warriors                   | 9:30 | Newcastle Falcons                                                                          | Sixways Stadium, Worcester Widzów: 8300 Sędzia: Roy Maybank |
| 5 września 200415:30 | James Brown 6 (2K) Tommy Hayes 3 (K) | 9:30 | Jonny Wilkinson 15 (3pd 3K) Mark Mayerhofler 5 (P) Mike McCarthy 5 (P) Stuart Grimes 5 (P) | Sixways Stadium, Worcester Widzów: 8300 Sędzia: Roy Maybank |

| 11 września 200414:15 | Bath                                                            | 18:33 | Newcastle Falcons                                                                           | The Recreation Ground, Bath Widzów: 10400 Sędzia: Steve Lander |
| 11 września 200414:15 | Brendon Daniel 10 (2P) Chris Malone 3 (K) Steve Borthwick 5 (P) | 18:33 | Jonny Wilkinson 13 (2pd 2dg K) Michael Stephenson 5 (P) Mike McCarthy 5 (P) Tom May 10 (2P) | The Recreation Ground, Bath Widzów: 10400 Sędzia: Steve Lander |
| 11 września 200414:15 | Luke Gross · Tom May · Phil Dowson                              | 18:33 |                                                                                             | The Recreation Ground, Bath Widzów: 10400 Sędzia: Steve Lander |

| 11 września 200414:45 | London Wasps                                                                                             | 30:33 | Sale Sharks                                                                                 | Adams Park, High Wycombe Widzów: 7011 Sędzia: Roy Maybank |
| 11 września 200414:45 | Alex King 10 (2pd 2K) Mark van Gisbergen 5 (pd K) Matt Dawson 5 (P) Peter Richards 5 (P) Tim Payne 5 (P) | 30:33 | Charlie Hodgson 15 (3pd dg 2K) Jason Robinson 3 (dg) Robert Todd 5 (P) Steve Hanley 10 (2P) | Adams Park, High Wycombe Widzów: 7011 Sędzia: Roy Maybank |

| 11 września 200415:00 | Gloucester                                                                | 23:16 | London Irish                                                       | Kingsholm Stadium, Gloucester Widzów: 11265 Sędzia: Dave Pearson |
| 11 września 200415:00 | Andy Hazell 5 (P) Henry Paul 8 (pd 2K) Jake Boer 5 (P) Olivier Azam 5 (P) | 23:16 | Barry Everitt 8 (pd 2K) Geoff Appleford 5 (P) Mark Mapletoft 3 (K) | Kingsholm Stadium, Gloucester Widzów: 11265 Sędzia: Dave Pearson |
| 11 września 200415:00 | Terry Sigley                                                              | 23:16 | Rob Hardwick                                                       | Kingsholm Stadium, Gloucester Widzów: 11265 Sędzia: Dave Pearson |

| 11 września 200415:00 | Leicester Tigers                                                                                    | 42:20 | Leeds Tykes                                              | Welford Road, Leicester Widzów: 16533 Sędzia: Wayne Barnes |
| 11 września 200415:00 | Andy Goode 17 (4pd 3K) Harry Ellis 5 (P) Henry Tuilagi 5 (P) Martin Johnson 5 (P) Seru Rabeni 5 (P) | 42:20 | Gordon Ross 10 (2pd 2K) Jon Dunbar 5 (P) Tom Biggs 5 (P) | Welford Road, Leicester Widzów: 16533 Sędzia: Wayne Barnes |
| 11 września 200415:00 | Chris Murphy                                                                                        | 42:20 |                                                          | Welford Road, Leicester Widzów: 16533 Sędzia: Wayne Barnes |

| 11 września 200415:00 | Harlequins                                            | 13:45 | Northampton Saints | Twickenham Stoop, Londyn Widzów: 7823 Sędzia: Tony Spreadbury |
| 11 września 200415:00 | Andy Dunne 3 (K) Ugo Monye 5 (P) Will Greenwood 5 (P) | 13:45 | Ben Cohen 5 (P) Darren Fox 5 (P) Grant Seely 5 (P) John Rudd 5 (P) Johnny Howard 5 (P) Mark Tucker 5 (P) Paul Grayson 9 (3pd K) Shane Drahm 6 (2K) | Twickenham Stoop, Londyn Widzów: 7823 Sędzia: Tony Spreadbury |
| 11 września 200415:00 | John Rudd                                             | 13:45 | | Twickenham Stoop, Londyn Widzów: 7823 Sędzia: Tony Spreadbury |

| 12 września 200415:00 | Saracens                                                         | 16:10 | Worcester Warriors                      | Vicarage Road, Watford Widzów: 5620 Sędzia: Chris White |
| 12 września 200415:00 | Dan Scarbrough 5 (P) Paul Bailey 5 (P) Thomas Castaignede 6 (2K) | 16:10 | Steve Sparks 5 (P) Tommy Hayes 5 (pd K) | Vicarage Road, Watford Widzów: 5620 Sędzia: Chris White |

| 17 września 200419:45 | Sale Sharks                                   | 25:15 | Saracens                                       | Edgeley Park, Stockport Widzów: 7014 Sędzia: Tony Spreadbury |
| 17 września 200419:45 | Charlie Hodgson 15 (dg 4K) Mark Cueto 10 (2P) | 25:15 | Mark Bartholomeusz 3 (dg) Nicky Little 12 (4K) | Edgeley Park, Stockport Widzów: 7014 Sędzia: Tony Spreadbury |
| 17 września 200419:45 | Robert Todd                                   | 25:15 | Kevin Yates                                    | Edgeley Park, Stockport Widzów: 7014 Sędzia: Tony Spreadbury |

| 18 września 200414:00 | Worcester Warriors                          | 22:26 | Bath                                                                | Sixways Stadium, Worcester Widzów: 6348 Sędzia: Dave Pearson |
| 18 września 200414:00 | Thomas Lombard 5 (P) Tommy Hayes 17 (pd 5K) | 22:26 | Brendon Daniel 5 (P) Mike Tindall 5 (P) Olly Barkley 16 (2pd dg 3K) | Sixways Stadium, Worcester Widzów: 6348 Sędzia: Dave Pearson |
| 18 września 200414:00 | Mike Tindall                                | 22:26 |                                                                     | Sixways Stadium, Worcester Widzów: 6348 Sędzia: Dave Pearson |

| 18 września 200414:45 | Northampton Saints  | 12:18 | Gloucester                                                                     | Franklin’s Gardens, Northampton Widzów: 12093 Sędzia: Steve Lander |
| 18 września 200414:45 | Shane Drahm 12 (4K) | 12:18 | Duncan McRae 3 (dg) Henry Paul 5 (pd K) Marcel Garvey 5 (P) Olivier Azam 5 (P) | Franklin’s Gardens, Northampton Widzów: 12093 Sędzia: Steve Lander |
| 18 września 200414:45 | James Forrester     | 12:18 |                                                                                | Franklin’s Gardens, Northampton Widzów: 12093 Sędzia: Steve Lander |

| 19 września 200415:00 | London Irish                                    | 22:39 | Leicester Tigers                                                                                     | Madejski Stadium, Reading Widzów: 9472 Sędzia: Wayne Barnes |
| 19 września 200415:00 | Barry Everitt 17 (pd 5K) Scott Staniforth 5 (P) | 22:39 | Andy Goode 19 (P 4pd 2K) Austin Healey 5 (P) Brett Deacon 5 (P) Martin Corry 5 (P) Seru Rabeni 5 (P) | Madejski Stadium, Reading Widzów: 9472 Sędzia: Wayne Barnes |
| 19 września 200415:00 | George Chuter · Martin Johnson                  | 22:39 | | Madejski Stadium, Reading Widzów: 9472 Sędzia: Wayne Barnes |

| 19 września 200415:00 | Newcastle Falcons          | 22:21 | Harlequins                                                       | Kingston Park, Newcastle upon Tyne Widzów: 8706 Sędzia: Sean Davey |
| 19 września 200415:00 | Jonny Wilkinson 17 (pd 5K) | 22:21 | Gavin Duffy 5 (P) George Harder 5 (P) Jeremy Staunton 11 (pd 3K) | Kingston Park, Newcastle upon Tyne Widzów: 8706 Sędzia: Sean Davey |
| 19 września 200415:00 | Mike McCarthy              | 22:21 | Luke Sherriff · Simon Miall                                      | Kingston Park, Newcastle upon Tyne Widzów: 8706 Sędzia: Sean Davey |

| 19 września 200419:30 | Leeds Tykes        | 9:13 | London Wasps                                                  | Headingley Rugby Stadium, Headingley Widzów: 3526 Sędzia: Chris White |
| 19 września 200419:30 | Gordon Ross 9 (3K) | 9:13 | Alex King 5 (pd K) Lawrence Dallaglio 3 (dg) Will Green 5 (P) | Headingley Rugby Stadium, Headingley Widzów: 3526 Sędzia: Chris White |
| 19 września 200419:30 | Alan Dickens       | 9:13 |                                                               | Headingley Rugby Stadium, Headingley Widzów: 3526 Sędzia: Chris White |

| 24 września 200419:45 | Sale Sharks | 57:3 | Worcester Warriors       | Edgeley Park, Stockport Widzów: 6647 Sędzia: Wayne Barnes |
| 24 września 200419:45 | Bryan Redpath 5 (P) Charlie Hodgson 17 (7pd K) Chris Jones 15 (3P) Jason Robinson 5 (P) Magnus Lund 5 (P) Mark Cueto 5 (P) Stuart Turner 5 (P) | 57:3 | James Brown 3 (K)        | Edgeley Park, Stockport Widzów: 6647 Sędzia: Wayne Barnes |
| 24 września 200419:45 | Barry Stewart | 57:3 | Colin Noon · Tim Collier | Edgeley Park, Stockport Widzów: 6647 Sędzia: Wayne Barnes |

| 25 września 200415:00 | Gloucester                                                                                                | 31:17 | Newcastle Falcons                                | Kingsholm Stadium, Gloucester Widzów: 13000 Sędzia: Ashley Rowden |
| 25 września 200415:00 | Alex Brown 5 (P) Duncan McRae 3 (K) Henry Paul 13 (2pd 3K) James Simpson-Daniel 5 (P) Marcel Garvey 5 (P) | 31:17 | Jonny Wilkinson 12 (4K) Michael Stephenson 5 (P) | Kingsholm Stadium, Gloucester Widzów: 13000 Sędzia: Ashley Rowden |

| 25 września 200415:00 | Leicester Tigers                                                                                   | 32:13 | Northampton Saints                      | Welford Road, Leicester Widzów: 16815 Sędzia: Tony Spreadbury |
| 25 września 200415:00 | Austin Healey 5 (P) Harry Ellis 5 (P) Neil Back 5 (P) Ross Broadfoot 12 (3pd 2K) Seru Rabeni 5 (P) | 32:13 | Shane Drahm 8 (pd 2K) Wylie Human 5 (P) | Welford Road, Leicester Widzów: 16815 Sędzia: Tony Spreadbury |
| 25 września 200415:00 | Alesana Tuilagi · Martin Johnson                                                                   | 32:13 | Damian Browne                           | Welford Road, Leicester Widzów: 16815 Sędzia: Tony Spreadbury |

| 25 września 200415:05 | Harlequins                                 | 10:18 | Bath                                                                               | Twickenham Stoop, Londyn Widzów: 8844 Sędzia: Chris White |
| 25 września 200415:05 | Jeremy Staunton 5 (pd K) Simon Keogh 5 (P) | 10:18 | Andrew Higgins 5 (P) Chris Malone 3 (dg) Kieron Lewitt 5 (P) Olly Barkley 5 (pd K) | Twickenham Stoop, Londyn Widzów: 8844 Sędzia: Chris White |

| 26 września 200415:00 | London Wasps                                                                      | 35:26 | London Irish                                                            | Adams Park, High Wycombe Widzów: 7957 Sędzia: Dave Pearson |
| 26 września 200415:00 | Alex King 20 (pd dg 5K) Ayoola Erinle 5 (P) Johnny O’Connor 5 (P) Tom Voyce 5 (P) | 35:26 | Barry Everitt 14 (pd 4K) Mark Mapletoft 2 (pd) Scott Staniforth 10 (2P) | Adams Park, High Wycombe Widzów: 7957 Sędzia: Dave Pearson |
| 26 września 200415:00 | John Hart                                                                         | 35:26 | Bob Casey                                                               | Adams Park, High Wycombe Widzów: 7957 Sędzia: Dave Pearson |

| 26 września 200415:00 | Saracens                                     | 23:29 | Leeds Tykes                                                | Vicarage Road, Watford Widzów: 5325 Sędzia: Sean Davey |
| 26 września 200415:00 | Nicky Little 18 (P 2pd 3K) Paul Bailey 5 (P) | 23:29 | Andre Snyman 5 (P) Gordon Ross 19 (2pd 5K) Tom Biggs 5 (P) | Vicarage Road, Watford Widzów: 5325 Sędzia: Sean Davey |

| 2 października 200414:00 | Worcester Warriors                                                                                   | 33:7 | Harlequins                                 | Sixways Stadium, Worcester Widzów: 7235 Sędzia: Steve Leyshon |
| 2 października 200414:00 | Ben Hinshelwood 5 (P) James Brown 13 (P 4pd) Lee Fortey 5 (P) Pat Sanderson 5 (P) Siaosi Vaili 5 (P) | 33:7 | Jeremy Staunton 2 (pd) Luke Sherriff 5 (P) | Sixways Stadium, Worcester Widzów: 7235 Sędzia: Steve Leyshon |
| 2 października 200414:00 | Gavin Duffy                                                                                          | 33:7 |                                            | Sixways Stadium, Worcester Widzów: 7235 Sędzia: Steve Leyshon |

| 2 października 200414:15 | Bath                                          | 29:14 | Gloucester                                                | The Recreation Ground, Bath Widzów: 10400 Sędzia: Dave Pearson |
| 2 października 200414:15 | Mike Tindall 10 (2P) Olly Barkley 19 (2pd 5K) | 29:14 | Duncan McRae 3 (dg) Henry Paul 6 (2K) Jon Goodridge 5 (P) | The Recreation Ground, Bath Widzów: 10400 Sędzia: Dave Pearson |
| 2 października 200414:15 | Rob Fidler · Robbie Fleck                     | 29:14 | Olivier Azam                                              | The Recreation Ground, Bath Widzów: 10400 Sędzia: Dave Pearson |

| 2 października 200414:45 | Newcastle Falcons                                                   | 15:44 | Leicester Tigers                                                                                            | Kingston Park, Newcastle upon Tyne Widzów: 8609 Sędzia: Roy Maybank |
| 2 października 200414:45 | Jonny Wilkinson 5 (pd K) Mathew Tait 5 (P) Michael Stephenson 5 (P) | 15:44 | Geordan Murphy 12 (P 2pd K) Martin Corry 5 (P) Neil Back 5 (P) Ross Broadfoot 7 (2pd K) Seru Rabeni 10 (2P) | Kingston Park, Newcastle upon Tyne Widzów: 8609 Sędzia: Roy Maybank |
| 2 października 200414:45 | Colin Charvis                                                       | 15:44 | Martin Corry                                                                                                | Kingston Park, Newcastle upon Tyne Widzów: 8609 Sędzia: Roy Maybank |

| 2 października 200415:00 | Northampton Saints | 9:10 | London Wasps                         | Franklin’s Gardens, Northampton Widzów: 12036 Sędzia: Ashley Rowden |
| 2 października 200415:00 | Shane Drahm 9 (3K) | 9:10 | Alex King 5 (pd K) Edd Thrower 5 (P) | Franklin’s Gardens, Northampton Widzów: 12036 Sędzia: Ashley Rowden |

| 3 października 200414:30 | Leeds Tykes                         | 11:14 | Sale Sharks                                     | Headingley Rugby Stadium, Headingley Widzów: 4592 Sędzia: Steve Lander |
| 3 października 200414:30 | Chris Bell 5 (P) Gordon Ross 6 (2K) | 11:14 | Andy Titterrell 5 (P) Charlie Hodgson 9 (dg 2K) | Headingley Rugby Stadium, Headingley Widzów: 4592 Sędzia: Steve Lander |

| 3 października 200415:00 | London Irish                                                                        | 20:3 | Saracens           | Madejski Stadium, Reading Widzów: 7047 Sędzia: David Rose |
| 3 października 200415:00 | Barry Everitt 3 (K) Delon Armitage 7 (P pd) Justin Bishop 5 (P) Michael Horak 5 (P) | 20:3 | Nicky Little 3 (K) | Madejski Stadium, Reading Widzów: 7047 Sędzia: David Rose |
| 3 października 200415:00 | Raphaël Ibañez · Simon Raiwalui                                                     | 20:3 |                    | Madejski Stadium, Reading Widzów: 7047 Sędzia: David Rose |

| 8 października 200419:45 | Sale Sharks                                      | 16:17 | London Irish                               | Edgeley Park, Stockport Widzów: 8206 Sędzia: Steve Leyshon |
| 8 października 200419:45 | Charlie Hodgson 11 (pd 3K) Sebastien Bruno 5 (P) | 16:17 | Barry Everitt 12 (4K) Delon Armitage 5 (P) | Edgeley Park, Stockport Widzów: 8206 Sędzia: Steve Leyshon |

| 9 października 200414:45 | Leicester Tigers                                              | 16:16 | Bath                                            | Welford Road, Leicester Widzów: 16815 Sędzia: Chris White |
| 9 października 200414:45 | Geordan Murphy 8 (P K) Harry Ellis 5 (P) Ross Broadfoot 3 (K) | 16:16 | Michael Lipman 5 (P) Olly Barkley 11 (pd dg 2K) | Welford Road, Leicester Widzów: 16815 Sędzia: Chris White |

| 9 października 200415:00 | Gloucester                                                               | 29:23 | Harlequins                                                         | Kingsholm Stadium, Gloucester Widzów: 11471 Sędzia: Tony Spreadbury |
| 9 października 200415:00 | Henry Paul 14 (P 3pd K) James Simpson-Daniel 5 (P) Terry Fanolua 10 (2P) | 29:23 | Gavin Duffy 5 (P) Jeremy Staunton 13 (2pd 3K) Will Greenwood 5 (P) | Kingsholm Stadium, Gloucester Widzów: 11471 Sędzia: Tony Spreadbury |

| 10 października 200415:00 | Leeds Tykes                                             | 24:19 | Worcester Warriors                                                              | Headingley Rugby Stadium, Headingley Widzów: 5207 Sędzia: Ashley Rowden |
| 10 października 200415:00 | Gordon Ross 14 (pd 4K) Jon Dunbar 5 (P) Tom Biggs 5 (P) | 24:19 | Ben Hinshelwood 5 (P) James Brown 4 (2pd) Sione Kepu 5 (P) Thomas Lombard 5 (P) | Headingley Rugby Stadium, Headingley Widzów: 5207 Sędzia: Ashley Rowden |

| 10 października 200415:00 | London Wasps | 43:29 | Newcastle Falcons                                                                                        | Adams Park, High Wycombe Widzów: 10000 Sędzia: David Rose |
| 10 października 200415:00 | Alex King 8 (pd dg K) Ayoola Erinle 5 (P) Edd Thrower 10 (2pd 2K) Joe Worsley 5 (P) Mark van Gisbergen 5 (P) Richard Birkett 5 (P) Tom Voyce 5 (P) | 43:29 | Colin Charvis 5 (P) Epi Taione 5 (P) Jamie Noon 5 (P) Jonny Wilkinson 9 (3pd K) Michael Stephenson 5 (P) | Adams Park, High Wycombe Widzów: 10000 Sędzia: David Rose |
| 10 października 200415:00 | Semo Sititi | 43:29 | | Adams Park, High Wycombe Widzów: 10000 Sędzia: David Rose |

| 10 października 200415:00 | Saracens                                                                                   | 23:12 | Northampton Saints                      | Vicarage Road, Watford Widzów: 7712 Sędzia: Roy Maybank |
| 10 października 200415:00 | Ben Broster 5 (P) Ben Johnston 3 (dg) Richard Haughton 10 (2P) Thomas Castaignede 5 (pd K) | 23:12 | Bruce Reihana 6 (2K) Shane Drahm 6 (2K) | Vicarage Road, Watford Widzów: 7712 Sędzia: Roy Maybank |

| 16 października 200414:00 | Worcester Warriors                     | 13:18 | Gloucester                                                     | Sixways Stadium, Worcester Widzów: 8401 Sędzia: Roy Maybank |
| 16 października 200414:00 | James Brown 8 (pd 2K) Tony Windo 5 (P) | 13:18 | Duncan McRae 3 (dg) Henry Paul 10 (P pd K) Jon Goodridge 5 (P) | Sixways Stadium, Worcester Widzów: 8401 Sędzia: Roy Maybank |
| 16 października 200414:00 | Steve Sparks · Tim Collier             | 13:18 | Phil Vickery                                                   | Sixways Stadium, Worcester Widzów: 8401 Sędzia: Roy Maybank |

| 16 października 200414:45 | Bath                                       | 16:19 | London Wasps                                               | The Recreation Ground, Bath Widzów: 10400 Sędzia: Steve Lander |
| 16 października 200414:45 | Chris Malone 5 (P) Olly Barkley 11 (pd 3K) | 16:19 | Edd Thrower 11 (pd 3K) James Brooks 3 (dg) Tom Voyce 5 (P) | The Recreation Ground, Bath Widzów: 10400 Sędzia: Steve Lander |

| 16 października 200415:00 | London Irish           | 12:16 | Leeds Tykes                              | Madejski Stadium, Reading Widzów: 6410 Sędzia: Sean Davey |
| 16 października 200415:00 | Barry Everitt 12 (4K)  | 12:16 | Dan Hyde 5 (P) Gordon Ross 11 (pd dg 2K) | Madejski Stadium, Reading Widzów: 6410 Sędzia: Sean Davey |
| 16 października 200415:00 | Colm Rigney · Dan Hyde | 12:16 |                                          | Madejski Stadium, Reading Widzów: 6410 Sędzia: Sean Davey |

| 16 października 200415:00 | Harlequins             | 9:15 | Leicester Tigers   | Twickenham Stoop, Londyn Widzów: 9954 Sędzia: Dave Pearson |
| 16 października 200415:00 | Jeremy Staunton 9 (3K) | 9:15 | Andy Goode 15 (5K) | Twickenham Stoop, Londyn Widzów: 9954 Sędzia: Dave Pearson |
| 16 października 200415:00 | Neil Back              | 9:15 |                    | Twickenham Stoop, Londyn Widzów: 9954 Sędzia: Dave Pearson |

| 16 października 200415:00 | Northampton Saints | 6:23 | Sale Sharks                                                        | Franklin’s Gardens, Northampton Widzów: 11365 Sędzia: Chris White |
| 16 października 200415:00 | Shane Drahm 6 (2K) | 6:23 | Andrew Sheridan 5 (P) Charlie Hodgson 13 (2pd 3K) Mark Cueto 5 (P) | Franklin’s Gardens, Northampton Widzów: 11365 Sędzia: Chris White |
| 16 października 200415:00 | Sebastien Bruno    | 6:23 |                                                                    | Franklin’s Gardens, Northampton Widzów: 11365 Sędzia: Chris White |

| 17 października 200415:00 | Newcastle Falcons                                                        | 20:20 | Saracens                                                                                     | Kingston Park, Newcastle upon Tyne Widzów: 7762 Sędzia: Tony Spreadbury |
| 17 października 200415:00 | Jonny Wilkinson 10 (2pd dg K) Mathew Tait 5 (P) Michael Stephenson 5 (P) | 20:20 | Mark Bartholomeusz 3 (dg) Matt Cairns 5 (P) Robbie Kydd 5 (pd K) Thomas Castaignede 7 (P pd) | Kingston Park, Newcastle upon Tyne Widzów: 7762 Sędzia: Tony Spreadbury |
| 17 października 200415:00 | Epi Taione · Mike McCarthy                                               | 20:20 |                                                                                              | Kingston Park, Newcastle upon Tyne Widzów: 7762 Sędzia: Tony Spreadbury |

| 5 listopada 200419:45 | Sale Sharks                                                                                     | 39:25 | Newcastle Falcons                                                                | Edgeley Park, Stockport Widzów: 10641 Sędzia: Steve Lander |
| 5 listopada 200419:45 | Andrew Sheridan 5 (P) Charlie Hodgson 24 (2P 4pd 2K) Dean Schofield 5 (P) Sebastien Bruno 5 (P) | 39:25 | Dave Walder 3 (dg) Matt Burke 7 (2pd K) Michael Stephenson 5 (P) Tom May 10 (2P) | Edgeley Park, Stockport Widzów: 10641 Sędzia: Steve Lander |

| 5 listopada 200420:00 | Leeds Tykes                                               | 26:21 | Northampton Saints                                           | Headingley Rugby Stadium, Headingley Widzów: 3247 Sędzia: Wayne Barnes |
| 5 listopada 200420:00 | Chris Bell 5 (P) Gordon Ross 16 (2pd 4K) Mark Regan 5 (P) | 26:21 | Chris Budgen 5 (P) Corne Krige 5 (P) Paul Grayson 11 (pd 3K) | Headingley Rugby Stadium, Headingley Widzów: 3247 Sędzia: Wayne Barnes |
| 5 listopada 200420:00 | David Rees · Mark Regan                                   | 26:21 | Andrew Blowers                                               | Headingley Rugby Stadium, Headingley Widzów: 3247 Sędzia: Wayne Barnes |

| 5 listopada 200420:00 | London Wasps                                  | 19:16 | Harlequins                                         | Adams Park, High Wycombe Widzów: 8283 Sędzia: Dave Pearson |
| 5 listopada 200420:00 | Mark van Gisbergen 14 (pd 4K) Tom Voyce 5 (P) | 19:16 | Jeremy Staunton 11 (pd dg 2K) Will Greenwood 5 (P) | Adams Park, High Wycombe Widzów: 8283 Sędzia: Dave Pearson |
| 5 listopada 200420:00 | Simon Shaw                                    | 19:16 | Andre Vos · George Harder                          | Adams Park, High Wycombe Widzów: 8283 Sędzia: Dave Pearson |

| 6 listopada 200414:45 | Leicester Tigers                                                 | 28:13 | Gloucester              | Welford Road, Leicester Widzów: 16815 Sędzia: Tony Spreadbury |
| 6 listopada 200414:45 | Alesana Tuilagi 10 (2P) Andy Goode 13 (2pd 3K) Seru Rabeni 5 (P) | 28:13 | Henry Paul 13 (P pd 2K) | Welford Road, Leicester Widzów: 16815 Sędzia: Tony Spreadbury |

| 6 listopada 200415:00 | Saracens                                                                             | 30:37 | Bath | Franklin’s Gardens, Northampton Widzów: 3595 Sędzia: Sean Davey |
| 6 listopada 200415:00 | Glen Jackson 7 (P pd) Hugh Vyvyan 5 (P) Moses Rauluni 5 (P) Robbie Kydd 13 (P pd 2K) | 30:37 | Andrew Higgins 5 (P) Chris Malone 15 (3pd dg 2K) Frikkie Welsh 10 (2P) Mike Tindall 5 (P) Olly Barkley 2 (pd) | Franklin’s Gardens, Northampton Widzów: 3595 Sędzia: Sean Davey |

| 7 listopada 200415:00 | London Irish                                     | 25:15 | Worcester Warriors                                        | Madejski Stadium, Reading Widzów: 7232 Sędzia: Chris White |
| 7 listopada 200415:00 | Mark Mapletoft 20 (pd 6K) Scott Staniforth 5 (P) | 25:15 | Ben Gollings 2 (pd) Pat Sanderson 5 (P) Tommy Hayes 3 (K) | Madejski Stadium, Reading Widzów: 7232 Sędzia: Chris White |
| 7 listopada 200415:00 | Ryan Strudwick                                   | 25:15 |                                                           | Madejski Stadium, Reading Widzów: 7232 Sędzia: Chris White |

| 12 listopada 200419:45 | Gloucester                                 | 17:27 | London Wasps                                                                                              | Kingsholm Stadium, Gloucester Widzów: 13000 Sędzia: Steve Lander |
| 12 listopada 200419:45 | Adam Balding 5 (P) Simon Amor 12 (P 2pd K) | 17:27 | Ayoola Erinle 5 (P) Edd Thrower 5 (P) James Brooks 2 (pd) Mark van Gisbergen 10 (2pd 2K) Simon Shaw 5 (P) | Kingsholm Stadium, Gloucester Widzów: 13000 Sędzia: Steve Lander |
| 12 listopada 200419:45 | Trevor Leota                               | 17:27 | | Kingsholm Stadium, Gloucester Widzów: 13000 Sędzia: Steve Lander |

| 12 listopada 200419:45 | Harlequins | 40:10 | Saracens                              | Twickenham Stoop, Londyn Widzów: 8050 Sędzia: Ashley Rowden |
| 12 listopada 200419:45 | Jeremy Staunton 10 (5pd) Mel Deane 5 (P) Mike Worsley 5 (P) Nick Easter 10 (2P) Roy Winters 5 (P) Tom Williams 5 (P) | 40:10 | Paul Bailey 5 (P) Taine Randell 5 (P) | Twickenham Stoop, Londyn Widzów: 8050 Sędzia: Ashley Rowden |

| 13 listopada 200412:30 | Bath                                                               | 27:13 | Sale Sharks                             | The Recreation Ground, Bath Widzów: 10500 Sędzia: Wayne Barnes |
| 13 listopada 200412:30 | Alex Crockett 5 (P) James Scaysbrook 5 (P) Olly Barkley 17 (pd 5K) | 27:13 | Magnus Lund 5 (P) Mike Hercus 8 (pd 2K) | The Recreation Ground, Bath Widzów: 10500 Sędzia: Wayne Barnes |
| 13 listopada 200412:30 | Jonathan Humphreys                                                 | 27:13 | Magnus Lund                             | The Recreation Ground, Bath Widzów: 10500 Sędzia: Wayne Barnes |

| 13 listopada 200412:30 | Northampton Saints                     | 20:21 | London Irish                 | Franklin’s Gardens, Northampton Widzów: 11749 Sędzia: Tony Spreadbury |
| 13 listopada 200412:30 | Paul Grayson 15 (5K) Wylie Human 5 (P) | 20:21 | Mark Mapletoft 21 (2P pd 3K) | Franklin’s Gardens, Northampton Widzów: 11749 Sędzia: Tony Spreadbury |

| 13 listopada 200412:30 | Worcester Warriors                    | 11:38 | Leicester Tigers                                                                               | Sixways Stadium, Worcester Widzów: 8477 Sędzia: Geraint Ashton Jones |
| 13 listopada 200412:30 | Paul Sampson 5 (P) Tommy Hayes 6 (2K) | 11:38 | Andy Goode 8 (4pd) Austin Healey 5 (P) Neil Back 5 (P) Scott Bemand 5 (P) Tom Varndell 15 (3P) | Sixways Stadium, Worcester Widzów: 8477 Sędzia: Geraint Ashton Jones |
| 13 listopada 200412:30 | Will Skinner                          | 11:38 |                                                                                                | Sixways Stadium, Worcester Widzów: 8477 Sędzia: Geraint Ashton Jones |

| 14 listopada 200414:30 | Newcastle Falcons                                         | 29:16 | Leeds Tykes                                  | Kingston Park, Newcastle upon Tyne Widzów: 6020 Sędzia: Steve Leyshon |
| 14 listopada 200414:30 | Dave Walder 9 (3pd K) Jamie Noon 5 (P) Matt Burke 15 (3P) | 29:16 | Diego Albanese 5 (P) Tim Stimpson 11 (pd 3K) | Kingston Park, Newcastle upon Tyne Widzów: 6020 Sędzia: Steve Leyshon |
| 14 listopada 200414:30 | David Rees                                                | 29:16 |                                              | Kingston Park, Newcastle upon Tyne Widzów: 6020 Sędzia: Steve Leyshon |

| 19 listopada 200419:45 | Leeds Tykes                                                                   | 28:30 | Bath                                                                 | Headingley Rugby Stadium, Headingley Widzów: 4096 Sędzia: Sean Davey |
| 19 listopada 200419:45 | Andre Snyman 5 (P) Chris Bell 5 (P) Jon Dunbar 5 (P) Tim Stimpson 13 (2pd 3K) | 28:30 | Chris Malone 8 (pd dg K) Olly Barkley 17 (2P 2pd K) Rob Fidler 5 (P) | Headingley Rugby Stadium, Headingley Widzów: 4096 Sędzia: Sean Davey |
| 19 listopada 200419:45 | Dan Hyde                                                                      | 28:30 | James Scaysbrook                                                     | Headingley Rugby Stadium, Headingley Widzów: 4096 Sędzia: Sean Davey |

| 19 listopada 200419:45 | Sale Sharks                               | 13:19 | Harlequins                                   | Edgeley Park, Stockport Widzów: 6186 Sędzia: Wayne Barnes |
| 19 listopada 200419:45 | Byron Hayward 8 (pd 2K) Robert Todd 5 (P) | 13:19 | Jeremy Staunton 14 (pd 4K) Simon Keogh 5 (P) | Edgeley Park, Stockport Widzów: 6186 Sędzia: Wayne Barnes |
| 19 listopada 200419:45 | Pete Anglesea                             | 13:19 | Andre Vos · Jeremy Staunton                  | Edgeley Park, Stockport Widzów: 6186 Sędzia: Wayne Barnes |

| 20 listopada 200412:30 | Northampton Saints  | 6:17 | Worcester Warriors                           | Franklin’s Gardens, Northampton Widzów: 11208 Sędzia: David Rose |
| 20 listopada 200412:30 | Paul Grayson 6 (2K) | 6:17 | Giscard Pieters 5 (P) Tommy Hayes 12 (dg 3K) | Franklin’s Gardens, Northampton Widzów: 11208 Sędzia: David Rose |

| 21 listopada 200415:00 | London Irish                                                                  | 21:15 | Newcastle Falcons                                       | Madejski Stadium, Reading Widzów: 9560 Sędzia: Steve Lander |
| 21 listopada 200415:00 | Barry Everitt 2 (pd) Mark Mapletoft 9 (3K) Mike Catt 5 (P) Paul Hodgson 5 (P) | 21:15 | Dave Walder 5 (P) Matt Burke 5 (pd K) Phil Dowson 5 (P) | Madejski Stadium, Reading Widzów: 9560 Sędzia: Steve Lander |

| 21 listopada 200415:00 | London Wasps                                 | 17:17 | Leicester Tigers                                            | Adams Park, High Wycombe Widzów: 10000 Sędzia: Ashley Rowden |
| 21 listopada 200415:00 | Edd Thrower 12 (4K) Mark van Gisbergen 5 (P) | 17:17 | Andy Goode 7 (2pd K) Austin Healey 5 (P) Tom Varndell 5 (P) | Adams Park, High Wycombe Widzów: 10000 Sędzia: Ashley Rowden |

| 21 listopada 200415:00 | Saracens              | 14:9 | Gloucester        | Vicarage Road, Watford Widzów: 6860 Sędzia: Geraint Ashton Jones |
| 21 listopada 200415:00 | Robbie Kydd 14 (P 3K) | 14:9 | Simon Amor 9 (3K) | Vicarage Road, Watford Widzów: 6860 Sędzia: Geraint Ashton Jones |

| 26 listopada 200419:30 | Gloucester                                                                                        | 24:14 | Sale Sharks                            | Kingsholm Stadium, Gloucester Widzów: 12365 Sędzia: Ashley Rowden |
| 26 listopada 200419:30 | James Parkes 5 (P) Jon Goodridge 5 (P) Marcel Garvey 5 (P) Simon Amor 4 (2pd) Terry Fanolua 5 (P) | 24:14 | Byron Hayward 9 (3K) Robert Todd 5 (P) | Kingsholm Stadium, Gloucester Widzów: 12365 Sędzia: Ashley Rowden |

| 26 listopada 200420:00 | Worcester Warriors                                                                   | 27:24 | London Wasps                                                    | Sixways Stadium, Worcester Widzów: 8477 Sędzia: Steve Leyshon |
| 26 listopada 200420:00 | Dale Rasmussen 5 (P) Giscard Pieters 5 (P) Tim Collier 5 (P) Tommy Hayes 12 (3pd 2K) | 27:24 | Ayoola Erinle 10 (2P) Edd Thrower 9 (3pd K) Stuart Abbott 5 (P) | Sixways Stadium, Worcester Widzów: 8477 Sędzia: Steve Leyshon |

| 27 listopada 200414:45 | Leicester Tigers                                           | 21:9 | Saracens                              | Welford Road, Leicester Widzów: 16815 Sędzia: Dave Pearson |
| 27 listopada 200414:45 | Andy Goode 11 (pd 3K) Ollie Smith 5 (P) Tom Varndell 5 (P) | 21:9 | Glen Jackson 3 (K) Robbie Kydd 6 (2K) | Welford Road, Leicester Widzów: 16815 Sędzia: Dave Pearson |

| 28 listopada 200414:15 | Bath                                                               | 27:15 | London Irish                                                                       | The Recreation Ground, Bath Widzów: 10500 Sędzia: David Rose |
| 28 listopada 200414:15 | Alex Crockett 5 (P) Olly Barkley 17 (P 3pd 2K) Zak Feauʻnati 5 (P) | 27:15 | Barry Everitt 2 (pd) Justin Bishop 5 (P) Mark Mapletoft 3 (K) Ryan Strudwick 5 (P) | The Recreation Ground, Bath Widzów: 10500 Sędzia: David Rose |
| 28 listopada 200414:15 | Roland Reid                                                        | 27:15 |                                                                                    | The Recreation Ground, Bath Widzów: 10500 Sędzia: David Rose |

| 28 listopada 200414:30 | Newcastle Falcons                                       | 27:16 | Northampton Saints                      | Kingston Park, Newcastle upon Tyne Widzów: 6871 Sędzia: Geraint Ashton Jones |
| 28 listopada 200414:30 | Dave Walder 9 (2dg K) Matt Burke 15 (5K) Tom May 3 (dg) | 27:16 | Jon Clarke 5 (P) Shane Drahm 11 (pd 3K) | Kingston Park, Newcastle upon Tyne Widzów: 6871 Sędzia: Geraint Ashton Jones |
| 28 listopada 200414:30 | Wylie Human                                             | 27:16 |                                         | Kingston Park, Newcastle upon Tyne Widzów: 6871 Sędzia: Geraint Ashton Jones |

| 28 listopada 200415:00 | Harlequins                                                                                          | 31:17 | Leeds Tykes                                              | Twickenham Stoop, Londyn Widzów: 6447 Sędzia: Roy Maybank |
| 28 listopada 200415:00 | Andy Dunne 2 (pd) Jeremy Staunton 14 (pd 4K) Nick Easter 5 (P) Steve So'oialo 5 (P) Tani Fuga 5 (P) | 31:17 | Chris Bell 5 (P) David Rees 5 (P) Tim Stimpson 7 (2pd K) | Twickenham Stoop, Londyn Widzów: 6447 Sędzia: Roy Maybank |

| 26 grudnia 200415:00 | Saracens                                  | 8:8 | Harlequins                               | Vicarage Road, Watford Widzów: 9285 Sędzia: Ashley Rowden |
| 26 grudnia 200415:00 | Glen Jackson 3 (K) Richard Haughton 5 (P) | 8:8 | Gavin Duffy 5 (P) Jeremy Staunton 3 (dg) | Vicarage Road, Watford Widzów: 9285 Sędzia: Ashley Rowden |

| 27 grudnia 200414:30 | Leeds Tykes                         | 11:15 | Newcastle Falcons                            | Headingley Rugby Stadium, Headingley Widzów: 14293 Sędzia: Chris White |
| 27 grudnia 200414:30 | Gordon Ross 6 (2K) Mark Regan 5 (P) | 11:15 | Dave Walder 3 (K) Jonny Wilkinson 12 (dg 3K) | Headingley Rugby Stadium, Headingley Widzów: 14293 Sędzia: Chris White |

| 27 grudnia 200415:00 | Leicester Tigers | 50:7 | Worcester Warriors                    | Welford Road, Leicester Widzów: 16815 Sędzia: Rob Debney |
| 27 grudnia 200415:00 | Andy Goode 20 (P 6pd K) Dan Hipkiss 5 (P) Daryl Gibson 5 (P) Geordan Murphy 5 (P) Harry Ellis 5 (P) Neil Back 5 (P) | 50:7 | Gary Trueman 5 (P) Tommy Hayes 2 (pd) | Welford Road, Leicester Widzów: 16815 Sędzia: Rob Debney |

| 27 grudnia 200415:00 | London Irish                                    | 21:22 | Northampton Saints                                               | Madejski Stadium, Reading Widzów: 17364 Sędzia: Tony Spreadbury |
| 27 grudnia 200415:00 | Barry Everitt 3 (dg) Mark Mapletoft 18 (3dg 3K) | 21:22 | Mark Robinson 5 (P) Paul Grayson 5 (pd K) Shane Drahm 12 (dg 3K) | Madejski Stadium, Reading Widzów: 17364 Sędzia: Tony Spreadbury |
| 27 grudnia 200415:00 | Ben Cohen                                       | 21:22 |                                                                  | Madejski Stadium, Reading Widzów: 17364 Sędzia: Tony Spreadbury |

| 27 grudnia 200415:00 | London Wasps                                                                            | 33:20 | Gloucester                               | Adams Park, High Wycombe Widzów: 10000 Sędzia: Roy Maybank |
| 27 grudnia 200415:00 | Johnny O’Connor 5 (P) Josh Lewsey 5 (P) Mark van Gisbergen 18 (3pd 4K) Simon Shaw 5 (P) | 33:20 | Henry Paul 15 (5K) James Forrester 5 (P) | Adams Park, High Wycombe Widzów: 10000 Sędzia: Roy Maybank |
| 27 grudnia 200415:00 | Christo Bezuidenhout · Henry Paul                                                       | 33:20 |                                          | Adams Park, High Wycombe Widzów: 10000 Sędzia: Roy Maybank |

| 27 grudnia 200415:00 | Sale Sharks                                                                  | 19:10 | Bath                                   | Edgeley Park, Stockport Widzów: 10641 Sędzia: Steve Lander |
| 27 grudnia 200415:00 | Charlie Hodgson 4 (2pd) Chris Mayor 5 (P) John Carter 5 (P) Mark Cueto 5 (P) | 19:10 | Chris Malone 5 (pd K) Ryan Davis 5 (P) | Edgeley Park, Stockport Widzów: 10641 Sędzia: Steve Lander |

| 1 stycznia 200514:00 | Worcester Warriors                                        | 16:6 | London Irish                             | Sixways Stadium, Worcester Widzów: 8477 Sędzia: Steve Lander |
| 1 stycznia 200514:00 | Matt Powell 5 (P) Thomas Lombard 5 (P) Tommy Hayes 6 (2K) | 16:6 | Barry Everitt 3 (K) Mark Mapletoft 3 (K) | Sixways Stadium, Worcester Widzów: 8477 Sędzia: Steve Lander |
| 1 stycznia 200514:00 | Tim Collier                                               | 16:6 |                                          | Sixways Stadium, Worcester Widzów: 8477 Sędzia: Steve Lander |

| 1 stycznia 200514:15 | Bath                | 6:13 | Saracens                                      | The Recreation Ground, Bath Widzów: 10500 Sędzia: Roy Maybank |
| 1 stycznia 200514:15 | Olly Barkley 6 (2K) | 6:13 | Glen Jackson 8 (pd 2K) Richard Haughton 5 (P) | The Recreation Ground, Bath Widzów: 10500 Sędzia: Roy Maybank |

| 1 stycznia 200515:00 | Northampton Saints                                         | 18:9 | Leeds Tykes        | Franklin’s Gardens, Northampton Widzów: 12001 Sędzia: Steve Leyshon |
| 1 stycznia 200515:00 | Andrew Blowers 5 (P) Ben Cohen 5 (P) Shane Drahm 8 (pd 2K) | 18:9 | Gordon Ross 9 (3K) | Franklin’s Gardens, Northampton Widzów: 12001 Sędzia: Steve Leyshon |

| 2 stycznia 200514:30 | Newcastle Falcons                                                | 30:29 | Sale Sharks                                        | Kingston Park, Newcastle upon Tyne Widzów: 10200 Sędzia: Tony Spreadbury |
| 2 stycznia 200514:30 | Jamie Noon 5 (P) Jonny Wilkinson 20 (P 3pd 3K) Mathew Tait 5 (P) | 30:29 | Charlie Hodgson 19 (2pd 5K) Jason Robinson 10 (2P) | Kingston Park, Newcastle upon Tyne Widzów: 10200 Sędzia: Tony Spreadbury |

| 2 stycznia 200515:00 | Harlequins                                                                    | 15:27 | London Wasps                                                          | Twickenham Stoop, Londyn Widzów: 9999 Sędzia: Chris White |
| 2 stycznia 200515:00 | Andy Dunne 2 (pd) George Harder 5 (P) Jeremy Staunton 3 (K) Simon Keogh 5 (P) | 15:27 | Josh Lewsey 5 (P) Mark van Gisbergen 12 (P 2pd K) Matt Dawson 10 (2P) | Twickenham Stoop, Londyn Widzów: 9999 Sędzia: Chris White |

| 2 stycznia 200517:00 | Gloucester                                              | 13:28 | Leicester Tigers                                                                | Kingsholm Stadium, Gloucester Widzów: 13000 Sędzia: Dave Pearson |
| 2 stycznia 200517:00 | Adam Eustace 5 (P) Henry Paul 3 (K) Nathan Mauger 5 (P) | 13:28 | Andy Goode 13 (2pd dg 2K) Daryl Gibson 5 (P) Leon Lloyd 5 (P) Ollie Smith 5 (P) | Kingsholm Stadium, Gloucester Widzów: 13000 Sędzia: Dave Pearson |
| 2 stycznia 200517:00 | Leon Lloyd                                              | 13:28 |                                                                                 | Kingsholm Stadium, Gloucester Widzów: 13000 Sędzia: Dave Pearson |

| 28 stycznia 200519:45 | Saracens | 32:13 | Newcastle Falcons                                     | Vicarage Road, Watford Widzów: 5870 Sędzia: Ashley Rowden |
| 28 stycznia 200519:45 | Ben Russell 5 (P) Glen Jackson 10 (2pd 2K) Hugh Vyvyan 5 (P) Kris Chesney 5 (P) Nicky Little 2 (pd) Taine Randell 5 (P) | 32:13 | Matt Burke 6 (2K) Ollie Phillips 5 (P) Tom May 2 (pd) | Vicarage Road, Watford Widzów: 5870 Sędzia: Ashley Rowden |

| 28 stycznia 200520:00 | Leeds Tykes                               | 16:5 | London Irish           | Headingley Rugby Stadium, Headingley Widzów: 4252 Sędzia: Steve Lander |
| 28 stycznia 200520:00 | Andre Snyman 5 (P) Gordon Ross 11 (pd 3K) | 16:5 | Scott Staniforth 5 (P) | Headingley Rugby Stadium, Headingley Widzów: 4252 Sędzia: Steve Lander |

| 29 stycznia 200514:45 | Sale Sharks                                                                            | 37:24 | Northampton Saints                              | Edgeley Park, Stockport Widzów: 7887 Sędzia: Sean Davey |
| 29 stycznia 200514:45 | Charlie Hodgson 17 (4pd 3K) Magnus Lund 5 (P) Steve Hanley 10 (2P) Stuart Turner 5 (P) | 37:24 | Paul Grayson 14 (pd dg 3K) Steve Thompson 5 (P) | Edgeley Park, Stockport Widzów: 7887 Sędzia: Sean Davey |

| 29 stycznia 200515:00 | Gloucester                                                                                          | 28:16 | Worcester Warriors                       | Kingsholm Stadium, Gloucester Widzów: 13000 Sędzia: Tony Spreadbury |
| 29 stycznia 200515:00 | Andy Gomarsall 5 (P) Duncan McRae 3 (dg) Henry Paul 10 (2pd 2K) Seti Kiole 5 (P) Terry Sigley 5 (P) | 28:16 | James Brown 11 (pd 3K) Matt Powell 5 (P) | Kingsholm Stadium, Gloucester Widzów: 13000 Sędzia: Tony Spreadbury |
| 29 stycznia 200515:00 | Phil Vickery                                                                                        | 28:16 | Andre van Niekerk                        | Kingsholm Stadium, Gloucester Widzów: 13000 Sędzia: Tony Spreadbury |

| 29 stycznia 200515:00 | Leicester Tigers                                               | 32:17 | Harlequins                                                 | Welford Road, Leicester Widzów: 16815 Sędzia: Roy Maybank |
| 29 stycznia 200515:00 | Andy Goode 22 (2pd 6K) Austin Healey 5 (P) Henry Tuilagi 5 (P) | 32:17 | Jeremy Staunton 7 (2pd K) Jon Dawson 5 (P) Ugo Monye 5 (P) | Welford Road, Leicester Widzów: 16815 Sędzia: Roy Maybank |
| 29 stycznia 200515:00 | Nick Easter                                                    | 32:17 |                                                            | Welford Road, Leicester Widzów: 16815 Sędzia: Roy Maybank |

| 29 stycznia 200517:35 | London Wasps                                  | 9:12 | Bath                 | Adams Park, High Wycombe Widzów: 10000 Sędzia: Dave Pearson |
| 29 stycznia 200517:35 | James Brooks 3 (dg) Mark van Gisbergen 6 (2K) | 9:12 | Chris Malone 12 (4K) | Adams Park, High Wycombe Widzów: 10000 Sędzia: Dave Pearson |
| 29 stycznia 200517:35 | Johnny O’Connor                               | 9:12 |                      | Adams Park, High Wycombe Widzów: 10000 Sędzia: Dave Pearson |

| 4 lutego 200520:00 | Worcester Warriors                          | 22:15 | Leeds Tykes                                 | Sixways Stadium, Worcester Widzów: 8441 Sędzia: Dave Pearson |
| 4 lutego 200520:00 | James Brown 17 (pd 2dg 3K) Tony Windo 5 (P) | 22:15 | Andre Snyman 5 (P) Tim Stimpson 10 (P pd K) | Sixways Stadium, Worcester Widzów: 8441 Sędzia: Dave Pearson |
| 4 lutego 200520:00 | Mark Regan · Richard Parks                  | 22:15 |                                             | Sixways Stadium, Worcester Widzów: 8441 Sędzia: Dave Pearson |

| 5 lutego 200514:00 | Harlequins                                                                            | 38:9 | Gloucester        | Twickenham Stoop, Londyn Widzów: 8782 Sędzia: Ashley Rowden |
| 5 lutego 200514:00 | James Hayter 5 (P) Jeremy Staunton 18 (3pd 4K) Simon Keogh 10 (2P) Tom Williams 5 (P) | 38:9 | Henry Paul 9 (3K) | Twickenham Stoop, Londyn Widzów: 8782 Sędzia: Ashley Rowden |
| 5 lutego 200514:00 | Ace Tiatia                                                                            | 38:9 | Adam Balding      | Twickenham Stoop, Londyn Widzów: 8782 Sędzia: Ashley Rowden |

| 5 lutego 200515:00 | Northampton Saints                                          | 20:21 | Saracens                                 | Franklin’s Gardens, Northampton Widzów: 12020 Sędzia: Steve Lander |
| 5 lutego 200515:00 | Corne Krige 5 (P) Paul Diggin 5 (P) Shane Drahm 10 (2pd 2K) | 20:21 | Dan Harris 5 (P) Glen Jackson 11 (pd 3K) | Franklin’s Gardens, Northampton Widzów: 12020 Sędzia: Steve Lander |

| 5 lutego 200519:45 | Bath                | 6:6 | Leicester Tigers                      | The Recreation Ground, Bath Widzów: 10500 Sędzia: David Rose |
| 5 lutego 200519:45 | Chris Malone 6 (2K) | 6:6 | Andy Goode 3 (K) Austin Healey 3 (dg) | The Recreation Ground, Bath Widzów: 10500 Sędzia: David Rose |

| 6 lutego 200514:30 | Newcastle Falcons                                                             | 29:28 | London Wasps                                                            | Kingston Park, Newcastle upon Tyne Widzów: 7659 Sędzia: Rob Debney |
| 6 lutego 200514:30 | Dave Walder 6 (2K) Mark Wilkinson 5 (P) Phil Dowson 5 (P) Tom May 13 (2pd 3K) | 29:28 | Ayoola Erinle 5 (P) Mark van Gisbergen 13 (2pd 3K) Mike Roberts 10 (2P) | Kingston Park, Newcastle upon Tyne Widzów: 7659 Sędzia: Rob Debney |

| 6 lutego 200515:00 | London Irish          | 6:9 | Sale Sharks           | Madejski Stadium, Reading Widzów: 8125 Sędzia: Geraint Ashton Jones |
| 6 lutego 200515:00 | Mark Mapletoft 6 (2K) | 6:9 | Mike Hercus 9 (dg 2K) | Madejski Stadium, Reading Widzów: 8125 Sędzia: Geraint Ashton Jones |
| 6 lutego 200515:00 | Pete Anglesea         | 6:9 |                       | Madejski Stadium, Reading Widzów: 8125 Sędzia: Geraint Ashton Jones |

| 18 lutego 200519:45 | Sale Sharks                                         | 19:10 | Leeds Tykes                                  | Edgeley Park, Stockport Widzów: 7556 Sędzia: Steve Lander |
| 18 lutego 200519:45 | Andrew Sheridan 5 (P) Charlie Hodgson 14 (pd dg 3K) | 19:10 | Gordon Ross 5 (pd K) Phil Christophers 5 (P) | Edgeley Park, Stockport Widzów: 7556 Sędzia: Steve Lander |
| 18 lutego 200519:45 | Sebastien Bruno                                     | 19:10 |                                              | Edgeley Park, Stockport Widzów: 7556 Sędzia: Steve Lander |

| 19 lutego 200514:00 | Harlequins             | 9:15 | Worcester Warriors  | Twickenham Stoop, Londyn Widzów: 8166 Sędzia: Chris White |
| 19 lutego 200514:00 | Jeremy Staunton 9 (3K) | 9:15 | James Brown 15 (5K) | Twickenham Stoop, Londyn Widzów: 8166 Sędzia: Chris White |

| 19 lutego 200515:00 | Gloucester                                               | 17:16 | Bath                                           | Kingsholm Stadium, Gloucester Widzów: 13000 Sędzia: Dave Pearson |
| 19 lutego 200515:00 | Brad Davies 3 (dg) Henry Paul 9 (3K) Terry Fanolua 5 (P) | 17:16 | Chris Malone 11 (pd 3K) James Scaysbrook 5 (P) | Kingsholm Stadium, Gloucester Widzów: 13000 Sędzia: Dave Pearson |
| 19 lutego 200515:00 | Mefin Davies                                             | 17:16 |                                                | Kingsholm Stadium, Gloucester Widzów: 13000 Sędzia: Dave Pearson |

| 19 lutego 200515:00 | Leicester Tigers | 83:10 | Newcastle Falcons                       | Welford Road, Leicester Widzów: 16815 Sędzia: Tony Spreadbury |
| 19 lutego 200515:00 | Andy Goode 28 (11pd 2K) Austin Healey 5 (P) Daryl Gibson 5 (P) Geordan Murphy 5 (P) Henry Tuilagi 5 (P) Leon Lloyd 10 (2P) Neil Back 10 (2P) Ollie Smith 10 (2P) Will Johnson 5 (P) | 83:10 | Mark Mayerhofler 5 (P) Tom May 5 (pd K) | Welford Road, Leicester Widzów: 16815 Sędzia: Tony Spreadbury |

| 20 lutego 200515:00 | London Wasps                                                         | 39:9 | Northampton Saints                    | Adams Park, High Wycombe Widzów: 9507 Sędzia: David Rose |
| 20 lutego 200515:00 | Mark van Gisbergen 19 (2P 3pd K) Matt Dawson 5 (P) Tom Voyce 15 (3P) | 39:9 | Paul Grayson 6 (2K) Shane Drahm 3 (K) | Adams Park, High Wycombe Widzów: 9507 Sędzia: David Rose |
| 20 lutego 200515:00 | Matt Lord                                                            | 39:9 |                                       | Adams Park, High Wycombe Widzów: 9507 Sędzia: David Rose |

| 20 lutego 200515:00 | Saracens             | 12:30 | London Irish | Vicarage Road, Watford Widzów: 6254 Sędzia: Ashley Rowden |
| 20 lutego 200515:00 | Glen Jackson 12 (4K) | 12:30 | Barry Everitt 8 (pd 2K) Kieron Dawson 5 (P) Mark Mapletoft 2 (pd) Rodd Penney 5 (P) Ryan Strudwick 5 (P) Scott Staniforth 5 (P) | Vicarage Road, Watford Widzów: 6254 Sędzia: Ashley Rowden |

| 25 lutego 200520:00 | Leeds Tykes        | 5:14 | Saracens                                 | Headingley Rugby Stadium, Headingley Widzów: 3132 Sędzia: Sean Davey |
| 25 lutego 200520:00 | David Rees 5 (P)   | 5:14 | Glen Jackson 9 (3K) Raphaël Ibañez 5 (P) | Headingley Rugby Stadium, Headingley Widzów: 3132 Sędzia: Sean Davey |
| 25 lutego 200520:00 | Thomas Castaignede | 5:14 |                                          | Headingley Rugby Stadium, Headingley Widzów: 3132 Sędzia: Sean Davey |

| 25 lutego 200520:00 | Worcester Warriors                                                                  | 23:10 | Sale Sharks                              | Sixways Stadium, Worcester Widzów: 8477 Sędzia: Tony Spreadbury |
| 25 lutego 200520:00 | Giscard Pieters 5 (P) James Brown 8 (pd 2K) Siaosi Vaili 5 (P) Thinus Delport 5 (P) | 23:10 | Johnny Roddam 5 (P) Mike Hercus 5 (pd K) | Sixways Stadium, Worcester Widzów: 8477 Sędzia: Tony Spreadbury |

| 26 lutego 200514:15 | Bath                                                   | 15:17 | Harlequins                                                   | The Recreation Ground, Bath Widzów: 10500 Sędzia: Steve Lander |
| 26 lutego 200514:15 | Chris Malone 5 (pd K) Lee Mears 5 (P) Rob Fidler 5 (P) | 15:17 | Dafydd James 5 (P) Jeremy Staunton 7 (2pd K) Ugo Monye 5 (P) | The Recreation Ground, Bath Widzów: 10500 Sędzia: Steve Lander |

| 26 lutego 200515:00 | Northampton Saints                                          | 26:11 | Leicester Tigers                  | Franklin’s Gardens, Northampton Widzów: 12084 Sędzia: Ashley Rowden |
| 26 lutego 200515:00 | Ben Cohen 5 (P) John Rudd 5 (P) Shane Drahm 16 (P pd dg 2K) | 26:11 | Leon Lloyd 5 (P) Sam Vesty 6 (2K) | Franklin’s Gardens, Northampton Widzów: 12084 Sędzia: Ashley Rowden |
| 26 lutego 200515:00 | Simon Emms                                                  | 26:11 | Martin Johnson · Neil Back        | Franklin’s Gardens, Northampton Widzów: 12084 Sędzia: Ashley Rowden |

| 27 lutego 200512:00 | London Irish                                                          | 19:33 | London Wasps                                                                           | Madejski Stadium, Reading Widzów: 10018 Sędzia: Wayne Barnes |
| 27 lutego 200512:00 | Barry Everitt 2 (pd) Mark Mapletoft 12 (dg 3K) Scott Staniforth 5 (P) | 19:33 | Mark van Gisbergen 18 (3pd 4K) Richard Birkett 5 (P) Rob Hoadley 5 (P) Tom Voyce 5 (P) | Madejski Stadium, Reading Widzów: 10018 Sędzia: Wayne Barnes |
| 27 lutego 200512:00 | Justin Bishop · Paul Gustard                                          | 19:33 | Phil Greening                                                                          | Madejski Stadium, Reading Widzów: 10018 Sędzia: Wayne Barnes |

| 27 lutego 200513:15 | Newcastle Falcons                                                                         | 27:27 | Gloucester                                                                                             | Kingston Park, Newcastle upon Tyne Widzów: 6333 Sędzia: David Rose |
| 27 lutego 200513:15 | Dave Walder 12 (3pd 2K) Mark Mayerhofler 5 (P) Mathew Tait 5 (P) Michael Stephenson 5 (P) | 27:27 | Andy Gomarsall 5 (P) Henry Paul 7 (2pd dg) Luke Narraway 5 (P) Marcel Garvey 5 (P) Terry Fanolua 5 (P) | Kingston Park, Newcastle upon Tyne Widzów: 6333 Sędzia: David Rose |

| 11 marca 200519:30 | Leicester Tigers                                                               | 15:6 | London Irish         | Welford Road, Leicester Widzów: 16815 Sędzia: Chris White |
| 11 marca 200519:30 | Alesana Tuilagi 5 (P) Luke Abraham 5 (P) Ross Broadfoot 2 (pd) Sam Vesty 3 (K) | 15:6 | Barry Everitt 6 (2K) | Welford Road, Leicester Widzów: 16815 Sędzia: Chris White |

| 12 marca 200514:00 | Bath                           | 18:10 | Worcester Warriors   | The Recreation Ground, Bath Widzów: 10425 Sędzia: David Rose |
| 12 marca 200514:00 | Chris Malone 18 (dg 5K)        | 18:10 | Tommy Hayes 5 (pd K) | The Recreation Ground, Bath Widzów: 10425 Sędzia: David Rose |
| 12 marca 200514:00 | Chris Horsman · Thinus Delport | 18:10 |                      | The Recreation Ground, Bath Widzów: 10425 Sędzia: David Rose |

| 12 marca 200514:00 | Gloucester                                                                   | 18:26 | Northampton Saints                                                | Kingsholm Stadium, Gloucester Widzów: 12203 Sędzia: Dave Pearson |
| 12 marca 200514:00 | Brad Davies 2 (pd) Henry Paul 6 (2K) Marcel Garvey 5 (P) Nathan Mauger 5 (P) | 18:26 | Marc Stcherbina 5 (P) Neil Starling 5 (P) Shane Drahm 16 (2pd 4K) | Kingsholm Stadium, Gloucester Widzów: 12203 Sędzia: Dave Pearson |
| 12 marca 200514:00 | Olivier Azam                                                                 | 18:26 | Andrew Blowers                                                    | Kingsholm Stadium, Gloucester Widzów: 12203 Sędzia: Dave Pearson |

| 13 marca 200514:00 | Harlequins                                                                                         | 39:23 | Newcastle Falcons                                                                       | Twickenham Stoop, Londyn Widzów: 8240 Sędzia: Ashley Rowden |
| 13 marca 200514:00 | George Harder 5 (P) Jeremy Staunton 19 (2pd 5K) Jim Evans 5 (P) Tani Fuga 5 (P) Tom Williams 5 (P) | 39:23 | Dave Walder 5 (pd K) Jonny Wilkinson 8 (pd 2K) Mark Mayerhofler 5 (P) Semo Sititi 5 (P) | Twickenham Stoop, Londyn Widzów: 8240 Sędzia: Ashley Rowden |
| 13 marca 200514:00 | Andy Long                                                                                          | 39:23 |                                                                                         | Twickenham Stoop, Londyn Widzów: 8240 Sędzia: Ashley Rowden |

| 13 marca 200515:00 | London Wasps | 30:15 | Leeds Tykes                                               | Adams Park, High Wycombe Widzów: 7545 Sędzia: Steve Lander |
| 13 marca 200515:00 | Alex King 5 (pd K) Ayoola Erinle 5 (P) Mark van Gisbergen 5 (pd K) Tom Rees 5 (P) Tom Voyce 5 (P) Trevor Leota 5 (P) | 30:15 | David Doherty 5 (pd K) Matt Holt 5 (P) Mike Shelley 5 (P) | Adams Park, High Wycombe Widzów: 7545 Sędzia: Steve Lander |

| 13 marca 200515:00 | Saracens                                                           | 32:19 | Sale Sharks                                 | Vicarage Road, Watford Widzów: 5751 Sędzia: Sean Davey |
| 13 marca 200515:00 | Ben Johnston 10 (2P) Glen Jackson 12 (3pd 2K) Tevita Vaikona 5 (P) | 32:19 | Dean Schofield 5 (P) Mike Hercus 14 (pd 4K) | Vicarage Road, Watford Widzów: 5751 Sędzia: Sean Davey |
| 13 marca 200515:00 | Dean Schofield                                                     | 32:19 |                                             | Vicarage Road, Watford Widzów: 5751 Sędzia: Sean Davey |

| 25 marca 200519:45 | Sale Sharks                                                         | 25:27 | London Wasps                                                                        | Edgeley Park, Stockport Widzów: 10641 Sędzia: Dave Pearson |
| 25 marca 200519:45 | Mike Hercus 10 (2pd 2K) Sebastien Chabal 5 (P) Steve Hanley 10 (2P) | 25:27 | Alex King 3 (K) Ayoola Erinle 5 (P) Mark van Gisbergen 14 (pd 4K) Matt Dawson 5 (P) | Edgeley Park, Stockport Widzów: 10641 Sędzia: Dave Pearson |
| 25 marca 200519:45 | Jason White                                                         | 25:27 | Lawrence Dallaglio · Tim Payne                                                      | Edgeley Park, Stockport Widzów: 10641 Sędzia: Dave Pearson |

| 26 marca 200514:00 | Worcester Warriors                            | 18:19 | Saracens                                                                           | Sixways Stadium, Worcester Widzów: 8498 Sędzia: Wayne Barnes |
| 26 marca 200514:00 | Ben Hinshelwood 10 (2P) James Brown 8 (pd 2K) | 18:19 | Ben Johnston 5 (P) Ben Russell 5 (P) Nicky Little 4 (2pd) Thomas Castaignede 5 (P) | Sixways Stadium, Worcester Widzów: 8498 Sędzia: Wayne Barnes |
| 26 marca 200514:00 | Iain Fullarton                                | 18:19 |                                                                                    | Sixways Stadium, Worcester Widzów: 8498 Sędzia: Wayne Barnes |

| 26 marca 200515:00 | Northampton Saints                       | 22:20 | Harlequins                                     | Franklin’s Gardens, Northampton Widzów: 12064 Sędzia: David Rose |
| 26 marca 200515:00 | Mark Tucker 5 (P) Shane Drahm 17 (pd 5K) | 22:20 | Arwel Thomas 15 (P 2pd 2K) George Harder 5 (P) | Franklin’s Gardens, Northampton Widzów: 12064 Sędzia: David Rose |
| 26 marca 200515:00 | Arwel Thomas · Tom Williams              | 22:20 |                                                | Franklin’s Gardens, Northampton Widzów: 12064 Sędzia: David Rose |

| 26 marca 200517:00 | London Irish          | 12:13 | Gloucester                                | Madejski Stadium, Reading Widzów: 17111 Sędzia: Ashley Rowden |
| 26 marca 200517:00 | Barry Everitt 12 (4K) | 12:13 | Brad Davies 8 (pd 2K) Marcel Garvey 5 (P) | Madejski Stadium, Reading Widzów: 17111 Sędzia: Ashley Rowden |

| 27 marca 200514:30 | Leeds Tykes                         | 23:22 | Leicester Tigers                          | Headingley Rugby Stadium, Headingley Widzów: 6723 Sędzia: Sean Davey |
| 27 marca 200514:30 | Gordon Ross 18 (6K) Tom Biggs 5 (P) | 23:22 | Andy Goode 17 (pd dg 4K) Leon Lloyd 5 (P) | Headingley Rugby Stadium, Headingley Widzów: 6723 Sędzia: Sean Davey |
| 27 marca 200514:30 | Julian White                        | 23:22 |                                           | Headingley Rugby Stadium, Headingley Widzów: 6723 Sędzia: Sean Davey |

| 27 marca 200515:00 | Newcastle Falcons | 5:9 | Bath                   | Kingston Park, Newcastle upon Tyne Widzów: 8834 Sędzia: Chris White |
| 27 marca 200515:00 | Tom May 5 (P)     | 5:9 | Chris Malone 9 (dg 2K) | Kingston Park, Newcastle upon Tyne Widzów: 8834 Sędzia: Chris White |

| 9 kwietnia 200515:00 | Bath                                                                                 | 30:12 | Northampton Saints     | The Recreation Ground, Bath Widzów: 10500 Sędzia: Chris White |
| 9 kwietnia 200515:00 | Andrew Higgins 5 (P) Chris Malone 15 (3pd dg 2K) Duncan Bell 5 (P) Joe Maddock 5 (P) | 30:12 | Shane Drahm 12 (dg 3K) | The Recreation Ground, Bath Widzów: 10500 Sędzia: Chris White |
| 9 kwietnia 200515:00 | Simon Emms                                                                           | 30:12 |                        | The Recreation Ground, Bath Widzów: 10500 Sędzia: Chris White |

| 9 kwietnia 200515:00 | Gloucester                                                  | 15:33 | Leeds Tykes | Kingsholm Stadium, Gloucester Widzów: 11396 Sędzia: Tony Spreadbury |
| 9 kwietnia 200515:00 | Duncan McRae 5 (pd K) James Forrester 5 (P) Nick Wood 5 (P) | 15:33 | Chris Bell 5 (P) Gavin Kerr 5 (P) Gordon Ross 11 (pd 3K) Iain Balshaw 2 (pd) Mike Shelley 5 (P) Richard Parks 5 (P) | Kingsholm Stadium, Gloucester Widzów: 11396 Sędzia: Tony Spreadbury |
| 9 kwietnia 200515:00 | Adam Eustace                                                | 15:33 | | Kingsholm Stadium, Gloucester Widzów: 11396 Sędzia: Tony Spreadbury |

| 9 kwietnia 200515:00 | Leicester Tigers | 45:15 | Sale Sharks                             | Welford Road, Leicester Widzów: 16815 Sędzia: David Rose |
| 9 kwietnia 200515:00 | Alesana Tuilagi 5 (P) Andy Goode 20 (P 6pd dg) Leon Lloyd 5 (P) Lewis Moody 5 (P) Martin Johnson 5 (P) Tom Varndell 5 (P) | 45:15 | Mark Cueto 10 (2P) Mike Hercus 5 (pd K) | Welford Road, Leicester Widzów: 16815 Sędzia: David Rose |
| 9 kwietnia 200515:00 | Graham Rowntree | 45:15 | Chris Jones                             | Welford Road, Leicester Widzów: 16815 Sędzia: David Rose |

| 9 kwietnia 200515:00 | Harlequins                           | 20:25 | London Irish                                                                     | Twickenham Stoop, Londyn Widzów: 8500 Sędzia: Dave Pearson |
| 9 kwietnia 200515:00 | Arwel Thomas 15 (5K) Ugo Monye 5 (P) | 20:25 | Barry Everitt 10 (2pd 2K) Bob Casey 5 (P) Delon Armitage 5 (P) Roland Reid 5 (P) | Twickenham Stoop, Londyn Widzów: 8500 Sędzia: Dave Pearson |
| 9 kwietnia 200515:00 | Steve So'oialo                       | 20:25 |                                                                                  | Twickenham Stoop, Londyn Widzów: 8500 Sędzia: Dave Pearson |

| 10 kwietnia 200515:00 | London Wasps                                                                                              | 45:24 | Saracens                                                                        | Adams Park, High Wycombe Widzów: 10000 Sędzia: Steve Lander |
| 10 kwietnia 200515:00 | Ayoola Erinle 5 (P) Joe Worsley 10 (2P) Mark van Gisbergen 15 (6pd K) Paul Sackey 10 (2P) Tom Voyce 5 (P) | 45:24 | Kevin Sorrell 5 (P) Matt Cairns 5 (P) Nicky Little 9 (3pd K) Richard Hill 5 (P) | Adams Park, High Wycombe Widzów: 10000 Sędzia: Steve Lander |

| 10 kwietnia 200515:00 | Newcastle Falcons                      | 16:21 | Worcester Warriors                                                                 | Kingston Park, Newcastle upon Tyne Widzów: 7151 Sędzia: Ashley Rowden |
| 10 kwietnia 200515:00 | Cory Harris 5 (P) Matt Burke 11 (P 2K) | 16:21 | Giscard Pieters 5 (P) James Brown 9 (2dg K) Pat Sanderson 5 (P) Tommy Hayes 2 (pd) | Kingston Park, Newcastle upon Tyne Widzów: 7151 Sędzia: Ashley Rowden |
| 10 kwietnia 200515:00 | Colin Charvis                          | 16:21 | Siaosi Vaili                                                                       | Kingston Park, Newcastle upon Tyne Widzów: 7151 Sędzia: Ashley Rowden |

| 15 kwietnia 200519:45 | Northampton Saints                                            | 23:22 | Newcastle Falcons                                              | Franklin’s Gardens, Northampton Widzów: 12027 Sędzia: Tony Spreadbury |
| 15 kwietnia 200519:45 | Chris Hyndman 5 (P) Corne Krige 5 (P) Shane Drahm 13 (2pd 3K) | 23:22 | Dave Walder 6 (2K) Jamie Noon 5 (P) Jonny Wilkinson 11 (pd 3K) | Franklin’s Gardens, Northampton Widzów: 12027 Sędzia: Tony Spreadbury |

| 15 kwietnia 200519:45 | Sale Sharks                                                                         | 35:17 | Gloucester                               | Edgeley Park, Stockport Widzów: 9456 Sędzia: Steve Lander |
| 15 kwietnia 200519:45 | Charlie Hodgson 15 (3pd 3K) John Carter 5 (P) Mark Cueto 5 (P) Steve Hanley 10 (2P) | 35:17 | Brad Davies 7 (2pd K) Peter Buxton 5 (P) | Edgeley Park, Stockport Widzów: 9456 Sędzia: Steve Lander |

| 17 kwietnia 200515:00 | London Wasps                                                                                                  | 32:17 | Worcester Warriors                                                | Adams Park, High Wycombe Widzów: 8941 Sędzia: Sean Davey |
| 17 kwietnia 200515:00 | Joe Worsley 5 (P) Josh Lewsey 5 (P) Lawrence Dallaglio 5 (P) Mark van Gisbergen 12 (3pd 2K) Paul Sackey 5 (P) | 32:17 | Ben Hinshelwood 5 (P) James Brown 7 (2pd dg) Thomas Lombard 5 (P) | Adams Park, High Wycombe Widzów: 8941 Sędzia: Sean Davey |
| 17 kwietnia 200515:00 | Pat Sanderson                                                                                                 | 32:17 |                                                                   | Adams Park, High Wycombe Widzów: 8941 Sędzia: Sean Davey |

| 17 kwietnia 200516:00 | Saracens                        | 19:17 | Leicester Tigers                       | Vicarage Road, Watford Widzów: 16812 Sędzia: Chris White |
| 17 kwietnia 200516:00 | Thomas Castaignede 19 (P pd 4K) | 19:17 | Andy Goode 12 (4K) George Chuter 5 (P) | Vicarage Road, Watford Widzów: 16812 Sędzia: Chris White |
| 17 kwietnia 200516:00 | Ben Russell                     | 19:17 | Martin Johnson · Martin Corry          | Vicarage Road, Watford Widzów: 16812 Sędzia: Chris White |

| 24 kwietnia 200515:00 | London Irish                                 | 19:21 | Bath                                                                               | Madejski Stadium, Reading Widzów: 10771 Sędzia: Ashley Rowden |
| 24 kwietnia 200515:00 | Barry Everitt 14 (pd 4K) Michael Horak 5 (P) | 19:21 | Chris Malone 6 (2dg) Frikkie Welsh 5 (P) Olly Barkley 5 (pd K) Zak Feauʻnati 5 (P) | Madejski Stadium, Reading Widzów: 10771 Sędzia: Ashley Rowden |
| 24 kwietnia 200515:00 | James Scaysbrook                             | 19:21 |                                                                                    | Madejski Stadium, Reading Widzów: 10771 Sędzia: Ashley Rowden |

| 26 kwietnia 200519:45 | Leeds Tykes                                                      | 21:10 | Harlequins                  | Headingley Rugby Stadium, Headingley Widzów: 8161 Sędzia: Chris White |
| 26 kwietnia 200519:45 | Andre Snyman 10 (2P) Gordon Ross 6 (3pd) Phil Christophers 5 (P) | 21:10 | Jeremy Staunton 10 (P pd K) | Headingley Rugby Stadium, Headingley Widzów: 8161 Sędzia: Chris White |

| 30 kwietnia 200515:00 | Bath                                   | 6:10 | Leeds Tykes                          | The Recreation Ground, Bath Widzów: 10500 Sędzia: Steve Lander |
| 30 kwietnia 200515:00 | Chris Malone 3 (dg) Olly Barkley 3 (K) | 6:10 | Gordon Ross 5 (pd K) Matt Holt 5 (P) | The Recreation Ground, Bath Widzów: 10500 Sędzia: Steve Lander |

| 30 kwietnia 200515:00 | Gloucester                               | 13:14 | Saracens                                                   | Kingsholm Stadium, Gloucester Widzów: 13000 Sędzia: David Rose |
| 30 kwietnia 200515:00 | Duncan McRae 8 (pd 2K) Olly Morgan 5 (P) | 13:14 | Ben Johnston 5 (P) Glen Jackson 2 (pd) Nicky Little 2 (pd) | Kingsholm Stadium, Gloucester Widzów: 13000 Sędzia: David Rose |
| 30 kwietnia 200515:00 | James Forrester                          | 13:14 | Hugh Vyvyan                                                | Kingsholm Stadium, Gloucester Widzów: 13000 Sędzia: David Rose |

| 30 kwietnia 200515:00 | Leicester Tigers | 45:10 | London Wasps                                | Welford Road, Leicester Widzów: 16815 Sędzia: Tony Spreadbury |
| 30 kwietnia 200515:00 | Andy Goode 20 (4pd dg 3K) Dan Hipkiss 5 (P) Daryl Gibson 5 (P) Geordan Murphy 5 (P) Harry Ellis 5 (P) Neil Back 5 (P) | 45:10 | Mark van Gisbergen 5 (pd K) Tom Voyce 5 (P) | Welford Road, Leicester Widzów: 16815 Sędzia: Tony Spreadbury |
| 30 kwietnia 200515:00 | James Buckland | 45:10 |                                             | Welford Road, Leicester Widzów: 16815 Sędzia: Tony Spreadbury |

| 30 kwietnia 200515:00 | Harlequins                                                        | 22:23 | Sale Sharks                                                     | Twickenham Stoop, Londyn Widzów: 8500 Sędzia: Dave Pearson |
| 30 kwietnia 200515:00 | Gavin Duffy 5 (P) James Hayter 5 (P) Jeremy Staunton 12 (P 2pd K) | 22:23 | Charlie Hodgson 13 (2pd 3K) Mark Cueto 5 (P) Steve Hanley 5 (P) | Twickenham Stoop, Londyn Widzów: 8500 Sędzia: Dave Pearson |

| 30 kwietnia 200515:00 | Newcastle Falcons                        | 23:16 | London Irish                                  | Kingston Park, Newcastle upon Tyne Widzów: 9328 Sędzia: Roy Maybank |
| 30 kwietnia 200515:00 | Jonny Wilkinson 18 (6K) Matt Burke 5 (P) | 23:16 | Barry Everitt 11 (pd 3K) Delon Armitage 5 (P) | Kingston Park, Newcastle upon Tyne Widzów: 9328 Sędzia: Roy Maybank |

| 30 kwietnia 200515:00 | Worcester Warriors                                                                              | 21:19 | Northampton Saints                                          | Sixways Stadium, Worcester Widzów: 8493 Sędzia: Chris White |
| 30 kwietnia 200515:00 | Dale Rasmussen 5 (P) Drew Hickey 5 (P) James Brown 4 (2pd) Matt Powell 5 (P) Tommy Hayes 2 (pd) | 21:19 | Paul Diggin 5 (P) Paul Grayson 3 (K) Shane Drahm 11 (pd 3K) | Sixways Stadium, Worcester Widzów: 8493 Sędzia: Chris White |

## Faza pucharowa
|  |              |              |           |                  |                  |              |              |       |
|  | Półfinały    | Półfinały    | Półfinały |                  |                  | Finał        | Finał        | Finał |
|  | Półfinały    | Półfinały    | Półfinały |                  |                  | Finał        | Finał        | Finał |
|  |              |              |           |                  |                  |              |              |       |
|  |              |              |           |                  |                  |              |              |       |
|  |              |              |           | Leicester Tigers | Leicester Tigers | 14           |              |       |
|  |              |              |           | Leicester Tigers | Leicester Tigers | 14           |              |       |
|  | London Wasps | London Wasps | 43        |                  |                  | London Wasps | London Wasps | 39    |
|  | London Wasps | London Wasps | 43        |                  |                  | London Wasps | London Wasps | 39    |
|  | Sale Sharks  | Sale Sharks  | 22        |                  |                  |              |              |       |
|  | Sale Sharks  | Sale Sharks  | 22        |                  |                  |              |              |       |

| 7 maja 200515:15 | London Wasps | 43:22 | Sale Sharks | Adams Park, High Wycombe Widzów: 5824 Sędzia: Dave Pearson |
| 7 maja 200515:15 | Alex King 3 (dg) Ayoola Erinle 5 (P) Josh Lewsey 5 (P) Mark van Gisbergen 20 (4pd 4K) Simon Shaw 5 (P) Tom Rees 5 (P) | 43:22 | Charlie Hodgson 5 (pd K) Jason White 5 (P) Mark Cueto 5 (P) Richard Wigglesworth 2 (pd) Sebastien Chabal 5 (P) | Adams Park, High Wycombe Widzów: 5824 Sędzia: Dave Pearson |
| 7 maja 200515:15 | Sililo Martens | 43:22 | | Adams Park, High Wycombe Widzów: 5824 Sędzia: Dave Pearson |

| 14 maja 200515:30 | Leicester Tigers                     | 14:39 | London Wasps                                                                        | Twickenham Stadium Londyn Widzów: 66000 Sędzia: Chris White |
| 14 maja 200515:30 | Andy Goode 9 (3K) Scott Bemand 5 (P) | 14:39 | Alex King 3 (dg) Mark van Gisbergen 26 (P 3pd 5K) Rob Hoadley 5 (P) Tom Voyce 5 (P) | Twickenham Stadium Londyn Widzów: 66000 Sędzia: Chris White |